# Dakosaurus
Dakosaurus là một chi Crocodylomorpha của họ Metriorhynchidae sống vào thời kỳ Jura muộn và Creta sớm.
Dakosaurus là một động vật ăn thịt mà dành nhiều thời gian, nếu không phải toàn bộ thời gian, sinh sống dưới biển. Mức độ thích ứng của chúng cho một lối sống dưới biển có nghĩa là chúng có khả năng nhất giao phối dưới biển, nhưng vì người ta không phát hiện được trứng hoặc con non Dakosaurus, nên người ta chưa rõ liệu chúng sinh con dưới biển như cá heo và ichthyosaurs hoặc vào bờ sinh sản như loài rùa biển.